# Irmgard Müller

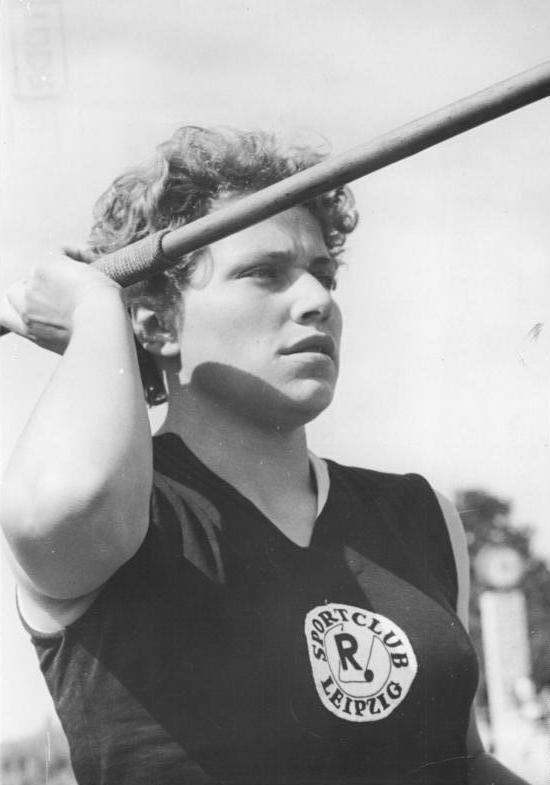
Irmgard Müller wird 1956 DDR-Meisterin im Speerwurf

Irmgard Müller (* 9. Dezember 1934) ist eine ehemalige Leichtathletin aus der Deutschen Demokratischen Republik (DDR). Sie gehörte von 1953 bis 1956 zu den besten Speerwerferinnen der DDR.
Irmgard Müller startete 1953 und 1954 für die BSG Empor Leipzig Lindenau, ab 1955 trat sie für den SC Rotation Leipzig an. 1953 gewann sie im Alter von 18 Jahren bei den DDR-Meisterschaften mit 38,15 m und über zwei Metern Vorsprung. 1954 warf sie bei den Meisterschaften den Speer auf 41,49 m, lag aber als Zweitplatzierte 28 Zentimeter hinter Ingeborg Günther zurück. 1955 gewann Müller dann wieder den Titel, mit 42,65 m hatte sie über einen Meter Vorsprung auf Günther. Ihren dritten und letzten Meistertitel erkämpfte Müller 1956 mit 44,89 m und elf Zentimetern Vorsprung auf Günther. Im Juni 1956 gelang Irmgard Müller die beste Leistung ihrer Karriere, als sie den Speer in Leipzig auf 47,27 m warf, nur 16 Zentimeter kürzer als der DDR-Rekord von Ingeborg Günther. Irmgard Müller trat von 1953 bis 1956 in sechs Länderkämpfen für die DDR an.